# Alfredo Noriega Arce
Alfredo Noriega Arce SJ (* 7. September 1922 in Arequipa; † 26. Juni 1993) war ein peruanischer römisch-katholischer Ordensgeistlicher und Weihbischof in Lima.

## Leben
Alfredo Noriega Arce trat der Ordensgemeinschaft der Jesuiten bei und empfing am 6. Oktober 1952 das Sakrament der Priesterweihe.
Am 26. April 1980 ernannte ihn Papst Johannes Paul II. zum Titularbischof von Mutia und bestellte ihn zum Weihbischof in Lima. Der Erzbischof von Lima, Juan Kardinal Landázuri Ricketts OFM, spendete ihm am 1. Juni desselben Jahres die Bischofsweihe; Mitkonsekratoren waren der Bischof von Callao, Ricardo Durand Flórez SJ, und der Erzbischof von Trujillo, Manuel Prado Pérez-Rosas SJ.